# Pterochilus circensis
Pterochilus circensis är en stekelart som beskrevs av Giordani Soika 1942. Pterochilus circensis ingår i släktet Pterochilus och familjen Eumenidae. Inga underarter finns listade i Catalogue of Life.